# Jordi Calafat
Jordi Joan Calafat Estelrich (Palma de Mallorca, 24 de junio de 1968) es un deportista español que compitió en vela en las clases Optimist y 470; campeón olímpico en Barcelona 1992 y dos veces campeón mundial en la clase 470.

## Trayectoria
Participó en dos Juegos Olímpicos de Verano, obteniendo una medalla de oro en Barcelona 1992 en la clase 470 (junto con Francisco Sánchez Luna), y el noveno lugar en Atlanta 1996, en la misma clase.
Ganó cuatro medallas en el Campeonato Mundial de 470 entre los años 1989 y 1993, y dos medallas de bronce en el Campeonato Europeo de 470, en los años 1987 y 1994. Además, obtuvo una medalla de oro en el Campeonato Mundial de Optimist de 1983.
Disputó la vuelta al mundo Ocean Race de 2011-12  con el equipo Telefónica.
En 1994 fue condecorado con la Medalla de Oro de la Real Orden del Mérito Deportivo.

## Palmarés internacional
| Campeonato Mundial | Campeonato Mundial      | Campeonato Mundial | Campeonato Mundial |
| Año                | Lugar                   | Medalla            | Clase              |
| ------------------ | ----------------------- | ------------------ | ------------------ |
| 1983               | Río de Janeiro (Brasil) | Medalla de oro     | Optimist           |

| Juegos Olímpicos   | Juegos Olímpicos         | Juegos Olímpicos  | Juegos Olímpicos |
| Año                | Lugar                    | Medalla           | Clase            |
| ------------------ | ------------------------ | ----------------- | ---------------- |
| 1992               | Barcelona (España)       | Medalla de oro    | 470              |
| Campeonato Mundial |                          |                   |                  |
| Año                | Lugar                    | Medalla           | Clase            |
| 1989               | Tsu (Japón)              | Medalla de plata  | 470              |
| 1990               | Medemblik (Países Bajos) | Medalla de plata  | 470              |
| 1992               | Rota (España)            | Medalla de oro    | 470              |
| 1993               | Crozon-Morgat (Francia)  | Medalla de oro    | 470              |
| Campeonato Europeo |                          |                   |                  |
| Año                | Lugar                    | Medalla           | Clase            |
| 1987               | Lysekil (Suecia)         | Medalla de bronce | 470              |
| 1994               | Röbel (Alemania)         | Medalla de bronce | 470              |